# Nonville (Seine-et-Marne)
Pour les articles homonymes, voir Nonville.
Nonville est une commune française située dans le département de Seine-et-Marne en région Île-de-France.

## Géographie

### Localisation

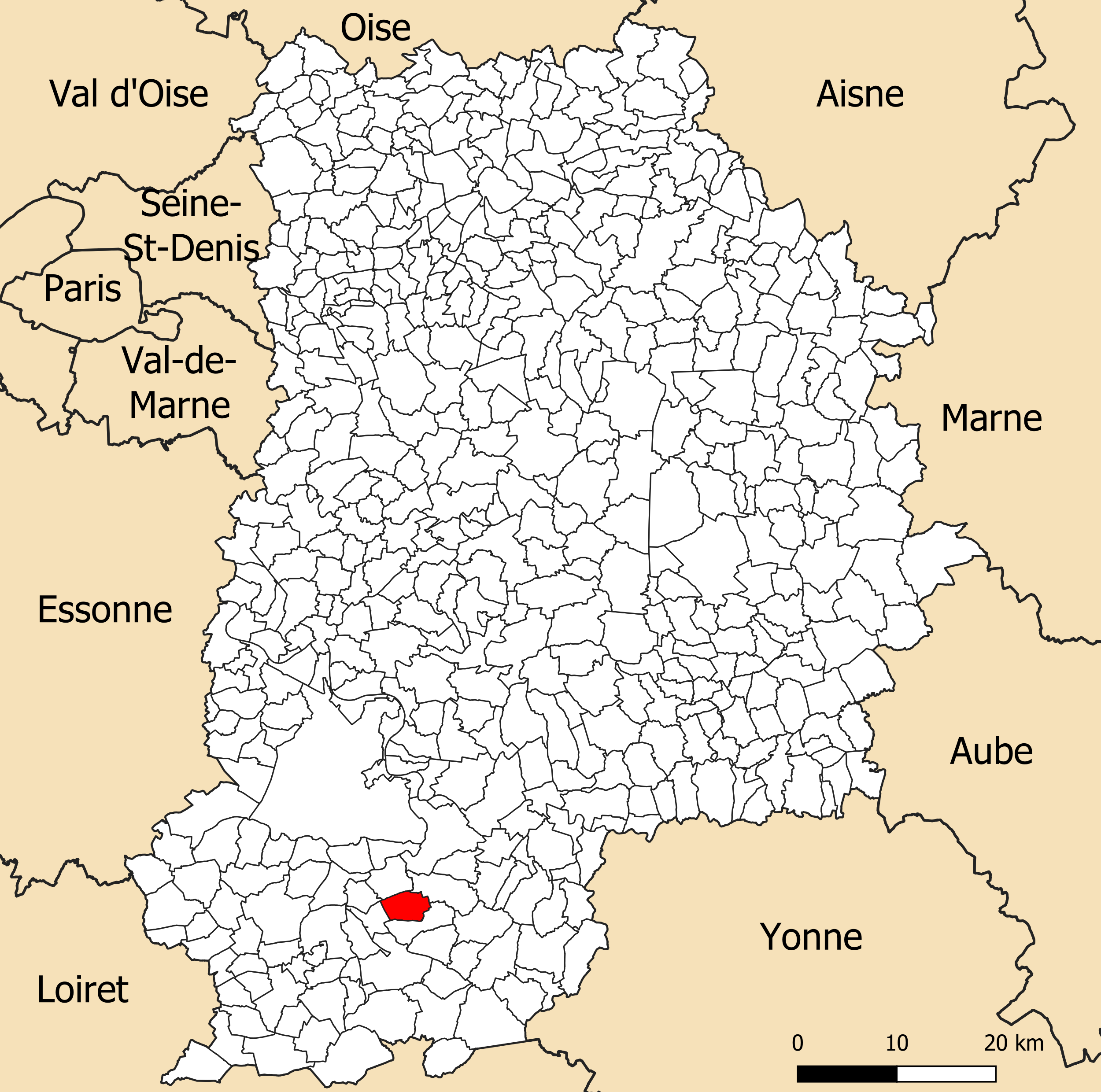
Localisation de la commune de Nonville dans le département de Seine-et-Marne

La commune est située à environ 8,1 kilomètres à l’est de Nemours.

### Communes limitrophes
| Montcourt-Fromonville | La Genevraye   | Villemer |
| Darvault              | Nonville       |          |
|                       | Treuzy-Levelay |          |

### Hydrographie

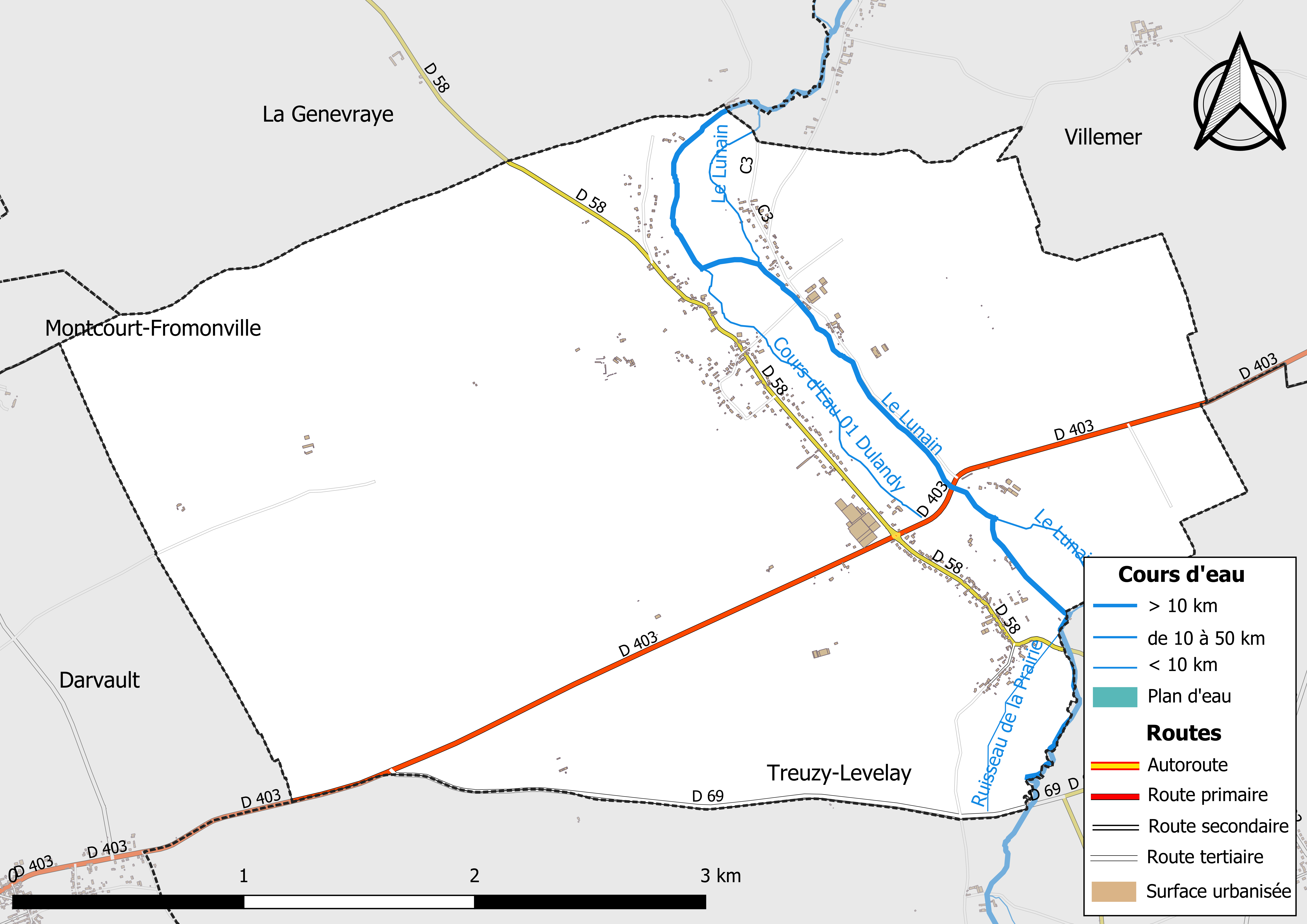
Carte des réseaux hydrographique et routier de Nonville.

Le réseau hydrographique de la commune se compose de cinq cours d'eau référencés :
- la rivière le Lunain, longue de 51,45 km[1], affluent du Loing, ainsi que :
  - un bras de 0,80 km[2] ;
  - un bras de 0,89 km[3] ;
  - le ruisseau de la Prairie, 0,90 km[4], et ;
  - le cours d'eau 01 Dulandy, 1,58 km[5], affluents du Lunain.

La longueur totale des cours d'eau sur la commune est de 7,72 km.

### Climat
Pour des articles plus généraux, voir Climat de l'Île-de-France et Climat de Seine-et-Marne.
En 2010, le climat de la commune est de type climat océanique dégradé des plaines du Centre et du Nord, selon une étude du CNRS s'appuyant sur une série de données couvrant la période 1971-2000. En 2020, Météo-France publie une typologie des climats de la France métropolitaine dans laquelle la commune est exposée à un climat océanique altéré et est dans la région climatique Nord-est du bassin Parisien, caractérisée par un ensoleillement médiocre, une pluviométrie moyenne régulièrement répartie au cours de l’année et un hiver froid (3 °C).
Pour la période 1971-2000, la température annuelle moyenne est de 11,5 °C, avec une amplitude thermique annuelle de 15,9 °C. Le cumul annuel moyen de précipitations est de 723 mm, avec 10,8 jours de précipitations en janvier et 7,3 jours en juillet. Pour la période 1991-2020, la température moyenne annuelle observée sur la station météorologique la plus proche, située sur la commune de Nemours à 7 km à vol d'oiseau, est de 12,0 °C et le cumul annuel moyen de précipitations est de 690,3 mm,. Pour l'avenir, les paramètres climatiques de la commune estimés pour 2050 selon différents scénarios d'émission de gaz à effet de serre sont consultables sur un site dédié publié par Météo-France en novembre 2022.

### Milieux naturels et biodiversité

#### Espaces protégés
La protection réglementaire est le mode d’intervention le plus fort pour préserver des espaces naturels remarquables et leur biodiversité associée,.
La réserve de biosphère « Fontainebleau et Gâtinais », créée en 1998 et d'une superficie totale de 150 544 ha, est un espace protégé présent sur la commune. Cette réserve de biosphère, d'une grande biodiversité, comprend trois grands ensembles : une grande moitié ouest à dominante agricole, l’emblématique forêt de Fontainebleau au centre, et le Val de Seine à l’est. La structure de coordination est l'Association de la Réserve de biosphère de Fontainebleau et du Gâtinais, qui comprend un conseil scientifique et un Conseil Education, unique parmi les Réserves de biosphère françaises,,.

#### Réseau Natura 2000

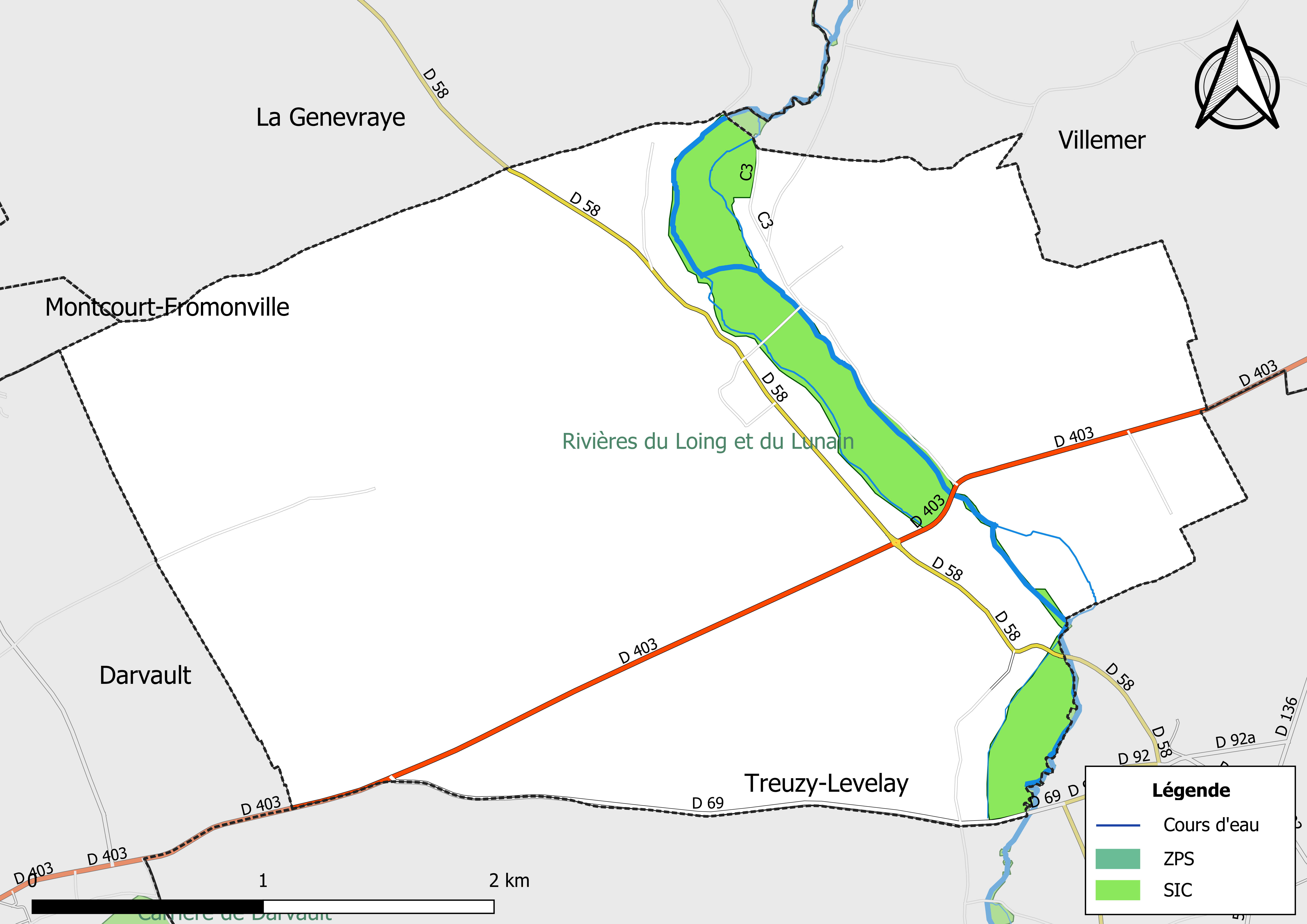
Sites Natura 2000 sur le territoire communal.

Le réseau Natura 2000 est un réseau écologique européen de sites naturels d’intérêt écologique élaboré à partir des Directives « Habitats » et « Oiseaux ». Ce réseau est constitué de Zones spéciales de conservation (ZSC) et de Zones de protection spéciale (ZPS). Dans les zones de ce réseau, les États Membres s'engagent à maintenir dans un état de conservation favorable les types d'habitats et d'espèces concernés, par le biais de mesures réglementaires, administratives ou contractuelles.
Un site Natura 2000 a été défini sur la commune au titre de la « directive Habitats », : 
- les « Rivières du Loing et du Lunain », d'une superficie de 400 ha, deux vallées de qualité remarquable pour la région Île-de-France accueillant des populations piscicoles diversifiées dont le Chabot, la Lamproie de Planer, la Loche de Rivière et la Bouvière[20],[21].

#### Zones naturelles d'intérêt écologique, faunistique et floristique
L’inventaire des zones naturelles d'intérêt écologique, faunistique et floristique (ZNIEFF) a pour objectif de réaliser une couverture des zones les plus intéressantes sur le plan écologique, essentiellement dans la perspective d’améliorer la connaissance du patrimoine naturel national et de fournir aux différents décideurs un outil d’aide à la prise en compte de l’environnement dans l’aménagement du territoire.
Le territoire communal de Nonville comprend deux ZNIEFF de type 1,,, 
la « Lisière du bois de Culan » (3,55 ha) et 
la « vallée du Lunain entre Nonville et Nanteau sur Lunain » (93,66 ha), couvrant 3 communes du département, et une ZNIEFF de type 2,, la « vallée du Lunain entre Episy et Lorrez-Le-Bocage » (1 224,01 ha), couvrant 9 communes du département.

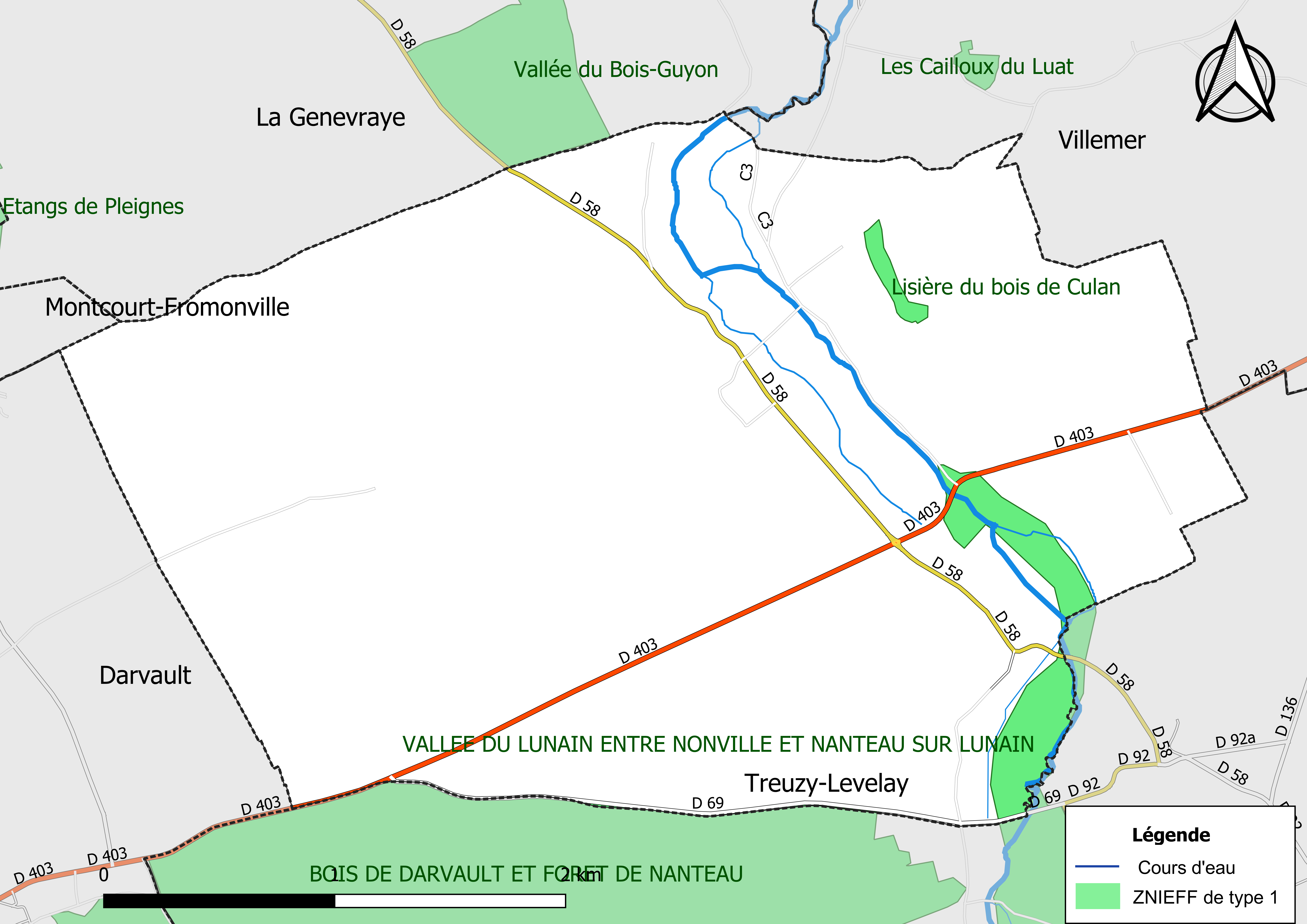
Carte des ZNIEFF de type 1 de la commune.
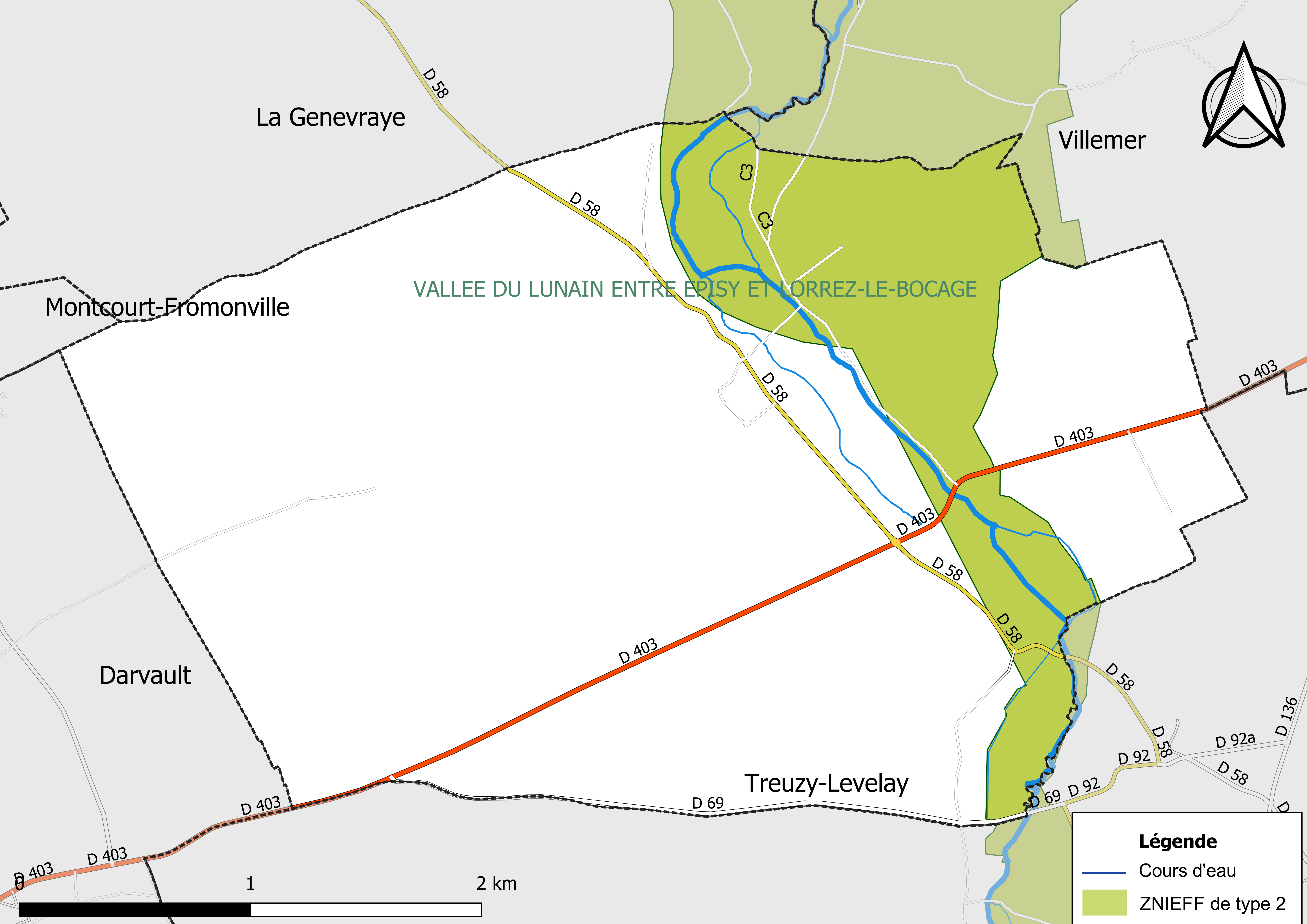
Carte des ZNIEFF de type 2 de la commune.

## Urbanisme

### Typologie
Au 1er janvier 2024, Nonville est catégorisée commune rurale à habitat dispersé, selon la nouvelle grille communale de densité à sept niveaux définie par l'Insee en 2022.
Elle est située hors unité urbaine. Par ailleurs la commune fait partie de l'aire d'attraction de Paris, dont elle est une commune de la couronne,. Cette aire regroupe 1 929 communes,.

### Lieux-dits et écarts

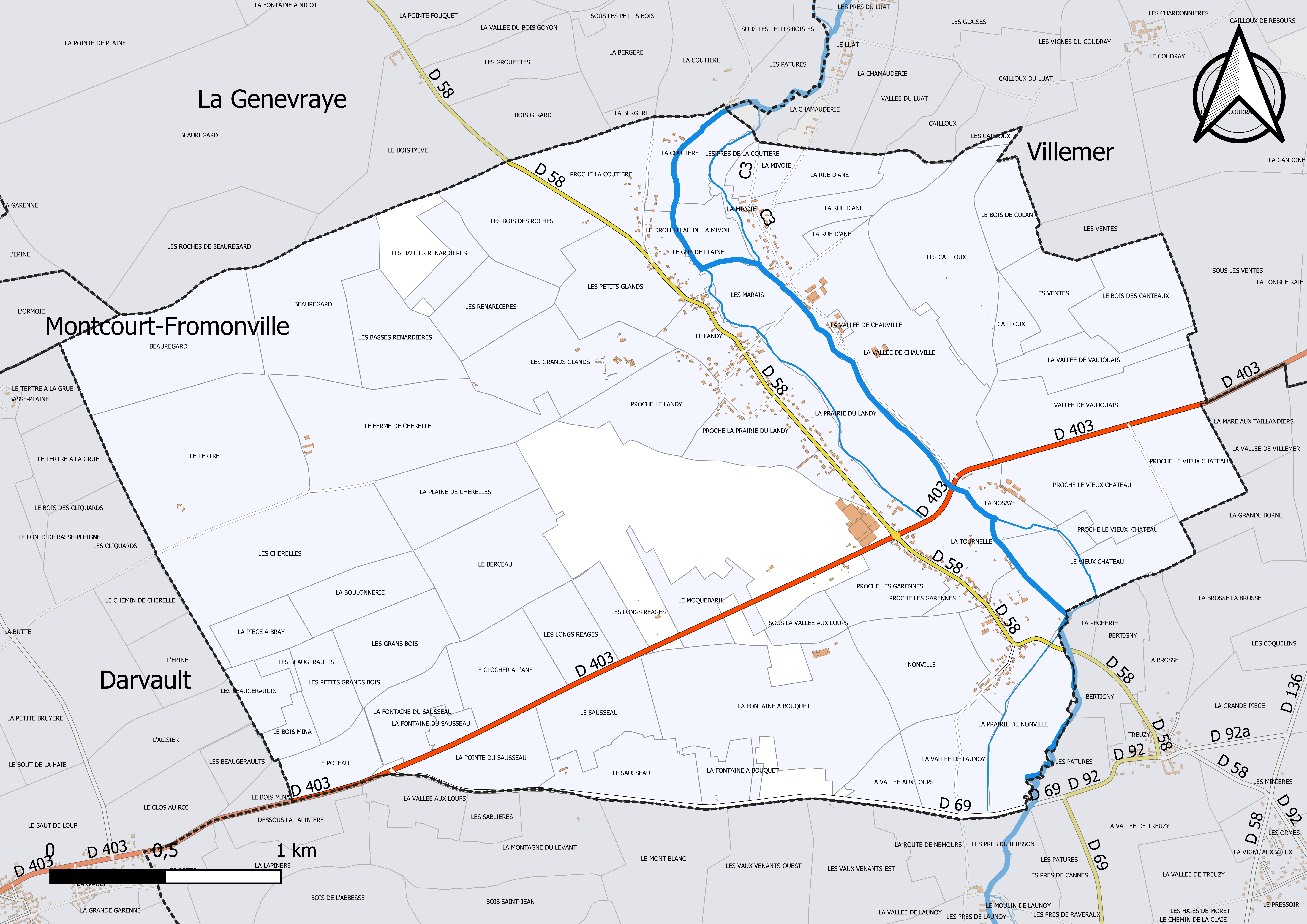
Carte du cadastre de la commune de Nonville.

La commune compte 62 lieux-dits administratifs répertoriés consultables ici (source : le fichier Fantoir) dont le Landy, Chauville.

### Occupation des sols
L'occupation des sols de la commune, telle qu'elle ressort de la base de données européenne d’occupation biophysique des sols Corine Land Cover (CLC), est marquée par l'importance des territoires agricoles (63,7 % en 2018), une proportion sensiblement équivalente à celle de 1990 (63,8 %). La répartition détaillée en 2018 est la suivante : 
terres arables (59,3% ), forêts (30,4% ), zones urbanisées (5,8% ), prairies (4,4 %).
Parallèlement, L'Institut Paris Région, agence d'urbanisme de la région Île-de-France, a mis en place un inventaire numérique de l'occupation du sol de l'Île-de-France, dénommé le MOS (Mode d'occupation du sol), actualisé régulièrement depuis sa première édition en 1982. Réalisé à partir de photos aériennes, le Mos distingue les espaces naturels, agricoles et forestiers mais aussi les espaces urbains (habitat, infrastructures, équipements, activités économiques, etc.) selon une classification pouvant aller jusqu'à 81 postes, différente de celle de Corine Land Cover,,. L'Institut met également à disposition des outils permettant de visualiser par photo aérienne l'évolution de l'occupation des sols de la commune entre 1949 et 2018.

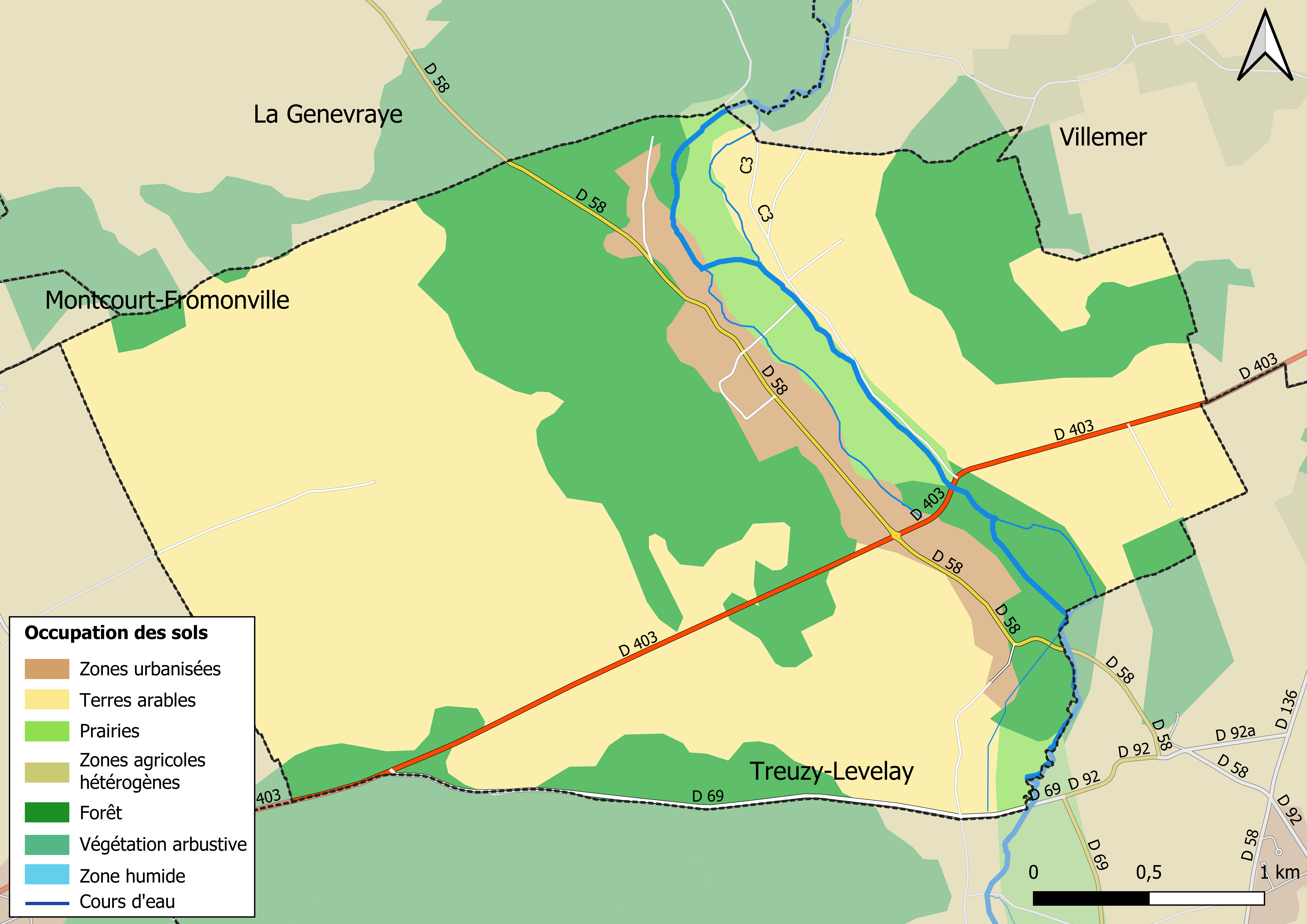
Carte des infrastructures et de l'occupation des sols en 2018 (CLC) de la commune.
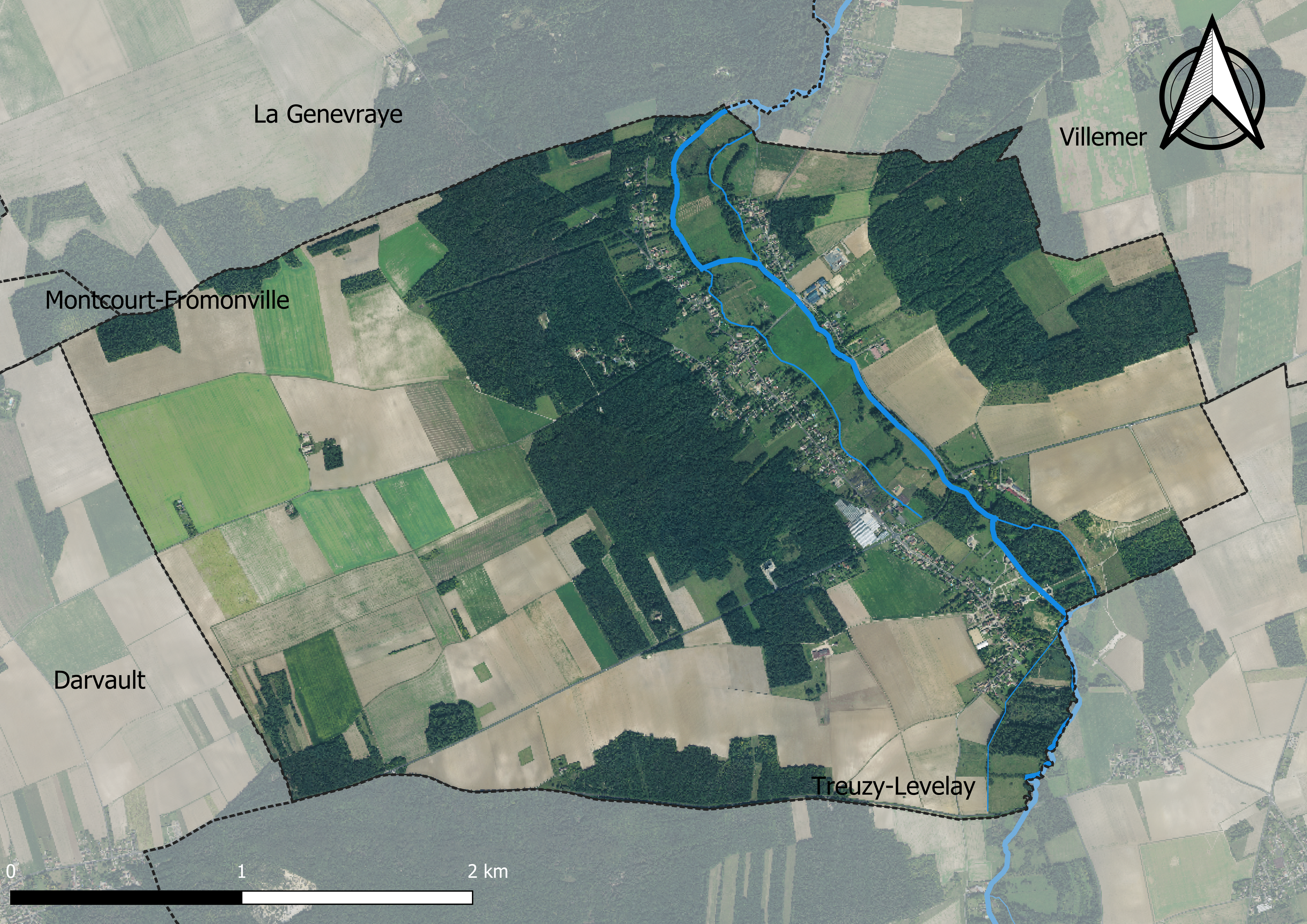
Carte orhophotogrammétrique de la commune.

### Planification
La loi SRU du 13 décembre 2000 a incité les communes à se regrouper au sein d’un établissement public, pour déterminer les partis d’aménagement de l’espace au sein d’un SCoT, un document d’orientation stratégique des politiques publiques à une grande échelle et à un horizon de 20 ans et s'imposant aux documents d'urbanisme locaux, les PLU (Plan local d'urbanisme). La commune est dans le territoire du SCOT Seine et Loing, dont le projet a été arrêté le 3 juillet 2019, porté par le syndicat mixte d’études et de programmation (SMEP) Seine et Loing rassemblant à la fois 44 communes et trois communautés de communes.
La commune disposait en 2019 d'un plan local d'urbanisme approuvé. Le zonage réglementaire et le règlement associé peuvent être consultés sur le Géoportail de l'urbanisme.

### Logement
En 2017, le nombre total de logements dans la commune était de 280 dont 97,1 % de maisons (maisons de ville, corps de ferme, pavillons, etc.) et 2,5 % d'appartements.
Parmi ces logements, 87,9 % étaient des résidences principales, 6,1 % des résidences secondaires et 6,1 % des logements vacants.
La part des ménages fiscaux propriétaires de leur résidence principale s'élevait à 93,1 % contre 4,9 % de locataires et 2 % logés gratuitement.

### Voies de communication et transports

#### Transports
La commune est desservie par les lignes du réseau de bus Vallée du Loing - Nemours :
- No 18A (Saint-Pierre-les-Nemours - Montereau-Fault-Yonne) ;
- No 18C (Saint-Pierre-lès-Nemours – Varennes-sur-Seine).

## Toponymie
Le nom de la localité est mentionné sous les formes Anonvilla vers 1040 ; Anumvilla vers 1140 ; Anunvilla en 1193 ; Anonvilla en 1198 ; Annovilla au XIIIe siècle ; Parrochia de Anunvilla en 1246 ; Anonville vers 1380 ; Annonville en 1384 ; Arnonville en 1581.

## Histoire
En 1790 cure de l'archidiaconé de Gâtinais, doyenné de Milly. Le village est situé dans une vallée, sur la rive gauche du Lunain, où tourne un moulin.
L'ancien château seigneurial est un édifice du XVIe siècle, qui existe encore aujourd'hui.
En 1738, il y avait au château de La Nozée, une chapelle dédiée à saint Loup. Cette terre appartenait à M. Lalouette.
En 1766, elle était possédée par M. Henri-Jean-Baptiste Boulet de Montery, écuyer, conseiller du roi, trésorier, receveur-général et payeurs des rentes. Les deux hameaux de Landy et de Chauville, séparés entre eux par la petite rivière du Lunain, et éloignés de Nonvile d'un quart de lieue, au nord, forment la moitié de la commune.
Les autres hameaux ne sont composés que de deux ou trois maisons au plus.
En 1835, on a ouvert sur ce territoire une carrière de pierres blanches, très compactes, dont on extrait des blocs considérables.
Lorsque cette pierre est polie, sa teinte jaune, mêlée de veines claires, lui donne de la ressemblance avec certains marbres isabelle. Il est propre à être employé dans les monuments, ou même dans les objets de luxe.
Le 13 juin 2012, le conseil municipal de Nonville a pris une délibération refusant à l'unanimité toute recherche pétrolière sur le territoire de la commune. La société pétrolière américaine Toreador avait en effet déposé un dossier auprès de la préfecture de Seine-et-Marne pour obtenir un permis d'exploration de mines d'hydrocarbures liquides ou gazeux sur le territoire de la commune, et le contexte amenait à y voir une recherche de gaz de schiste.

## Politique et administration

### Liste des maires
| Période                                  | Période     | Identité          | Étiquette | Qualité  |
| ---------------------------------------- | ----------- | ----------------- | --------- | -------- |
| Les données manquantes sont à compléter. |             |                   |           |          |
|                                          |             | Pierre Granet     | DVD       |          |
| 18 mars 2001                             | 9 mars 2008 | Jean-Claude Pavie |           |          |
| 9 mars 2008                              | En cours    | Gérard Balland    |           | Retraité |

## Équipements et services

### Eau et assainissement
L’organisation de la distribution de l’eau potable, de la collecte et du traitement des eaux usées et pluviales relève des communes. La loi NOTRe de 2015 a accru le rôle des EPCI à fiscalité propre en leur transférant cette compétence. Ce transfert devait en principe être effectif au 1er janvier 2020, mais la loi Ferrand-Fesneau du 3 août 2018 a introduit la possibilité d’un report de ce transfert au 1er janvier 2026,.

#### Assainissement des eaux usées
En 2020, la commune de Nonville ne dispose pas d'assainissement collectif,.
L’assainissement non collectif (ANC) désigne les installations individuelles de traitement des eaux domestiques qui ne sont pas desservies par un réseau public de collecte des eaux usées et qui doivent en conséquence traiter elles-mêmes leurs eaux usées avant de les rejeter dans le milieu naturel. La commune assure le service public d'assainissement non collectif (SPANC), qui a pour mission de vérifier la bonne exécution des travaux de réalisation et de réhabilitation, ainsi que le bon fonctionnement et l’entretien des installations,.

#### Eau potable
En 2020, l'alimentation en eau potable est assurée par la commune qui en a délégué la gestion à la SAUR, dont le contrat expire le 31 décembre 2024,,.
Les nappes de Beauce et du Champigny sont classées en zone de répartition des eaux (ZRE), signifiant un déséquilibre entre les besoins en eau et la ressource disponible. Le changement climatique est susceptible d’aggraver ce déséquilibre. Ainsi afin de renforcer la garantie d’une distribution d’une eau de qualité en permanence sur le territoire du département, le troisième Plan départemental de l’eau signé, le 3 octobre 2017, contient un plan d’actions afin d’assurer avec priorisation la sécurisation de l’alimentation en eau potable des Seine-et-Marnais. A cette fin a été préparé et publié en décembre 2020 un schéma départemental d’alimentation en eau potable de secours dans lequel huit secteurs prioritaires sont définis. La commune fait partie du secteur Bocage.

## Population et société

### Démographie
L'évolution du nombre d'habitants est connue à travers les recensements de la population effectués dans la commune depuis 1793. Pour les communes de moins de 10 000 habitants, une enquête de recensement portant sur toute la population est réalisée tous les cinq ans, les populations de référence des années intermédiaires étant quant à elles estimées par interpolation ou extrapolation. Pour la commune, le premier recensement exhaustif entrant dans le cadre du nouveau dispositif a été réalisé en 2007.

En 2022, la commune comptait 596 habitants, en évolution de −2,61 % par rapport à 2016 (Seine-et-Marne : +3,92 %, France hors Mayotte : +2,11 %).
| 1793 | 1800 | 1806 | 1821 | 1831 | 1836 | 1841 | 1846 | 1851 |
| ---- | ---- | ---- | ---- | ---- | ---- | ---- | ---- | ---- |
| 224  | 232  | 231  | 235  | 298  | 362  | 352  | 352  | 371  |

| 1856 | 1861 | 1866 | 1872 | 1876 | 1881 | 1886 | 1891 | 1896 |
| ---- | ---- | ---- | ---- | ---- | ---- | ---- | ---- | ---- |
| 337  | 349  | 353  | 333  | 293  | 297  | 302  | 300  | 300  |

| 1901 | 1906 | 1911 | 1921 | 1926 | 1931 | 1936 | 1946 | 1954 |
| ---- | ---- | ---- | ---- | ---- | ---- | ---- | ---- | ---- |
| 319  | 302  | 340  | 280  | 280  | 278  | 220  | 234  | 263  |

| 1962 | 1968 | 1975 | 1982 | 1990 | 1999 | 2006 | 2007 | 2012 |
| ---- | ---- | ---- | ---- | ---- | ---- | ---- | ---- | ---- |
| 271  | 265  | 318  | 375  | 508  | 558  | 611  | 617  | 605  |

| 2017 | 2022 | - | - | - | - | - | - | - |
| ---- | ---- | - | - | - | - | - | - | - |
| 618  | 596  | - | - | - | - | - | - | - |

### Manifestations culturelles et festivités
- La convention de jonglerie de Nonville en septembre.

## Économie
Outre des agriculteurs et une dizaine d'artisans et commerçants, la commune de Nonville a accueilli sur son territoire le parc d'attractions « Fami Parc » implanté dans le parc du château. Fermé à la suite d'un différend juridique avec les deux communes d'implantation, ce parc d'attractions a fonctionné de 1997 à 2012, accueillant à chaque saison estivale de 50 000 à 157 000 visiteurs et fournissant chaque année un emploi saisonnier à plus de 70 personnes, notamment des jeunes en recherche d'un « job d'été »,.

### Revenus de la population et fiscalité
En 2017, le nombre de ménages fiscaux de la commune était de 244, représentant 618 personnes et la  médiane du revenu disponible par unité de consommation  de 25 090 euros.

### Emploi
En 2017 , le nombre total d’emplois dans la zone était de 89, occupant 300 actifs  résidants.
Le taux d'activité de la population (actifs ayant un emploi) âgée de 15 à 64 ans s'élevait à 70,4 % contre un taux de chômage de 6,7 %. 
Les 22,9 % d’inactifs se répartissent de la façon suivante : 8,8 % d’étudiants et stagiaires non rémunérés, 8,6 % de retraités ou préretraités et 5,5 % pour les autres inactifs.

### Secteurs d'activité

#### Entreprises et commerces
En 2018, le nombre d'établissements actifs était de 37 dont 3 dans l’industrie manufacturière, industries extractives et autres, 11 dans la construction, 8 dans le commerce de gros et de détail, transports, hébergement et restauration, 1 dans les activités financières et d'assurance, 3 dans les activités immobilières, 4 dans les activités spécialisées, scientifiques et techniques et activités de services administratifs et de soutien, 3 dans l’administration publique, enseignement, santé humaine et action sociale et 4  étaient relatifs aux autres activités de services.
En 2019, 6 entreprises ont été créées sur le territoire de la commune, dont 5 individuelles.
Au 1er janvier 2020, la commune ne disposait pas d’hôtel et de terrain de camping.

#### Agriculture
Nonville est dans la petite région agricole dénommée le « Pays de Bière et Forêt de Fontainebleau », couvrant le Pays de Bière et la forêt de Fontainebleau. En 2010, l'orientation technico-économique de l'agriculture sur la commune est la polyculture et le polyélevage.
Si la productivité agricole de la Seine-et-Marne se situe dans le peloton de tête des départements français, le département enregistre un double phénomène de disparition des terres cultivables (près de 2 000 ha par an dans les années 1980, moins dans les années 2000) et de réduction d'environ 30 % du nombre d'agriculteurs dans les années 2010. Cette tendance n'est pas confirmée au niveau de la commune qui voit le nombre d'exploitations rester constant entre 1988 et 2010. Parallèlement, la taille de ces exploitations augmente, passant de 54 ha en 1988 à 82 ha en 2010.
Le tableau ci-dessous présente les principales caractéristiques des exploitations agricoles de Nonville, observées sur une période de 22 ans : 
|                                      | 1988 | 2000 | 2010 |
| ------------------------------------ | ---- | ---- | ---- |
| Dimension économique,                |      |      |      |
| Nombre d’exploitations (u)           | 9    | 9    | 9    |
| Travail (UTA)                        | 31   | 30   | 26   |
| Surface agricole utilisée (ha)       | 488  | 628  | 738  |
| Cultures                             |      |      |      |
| Terres labourables (ha)              | 453  | 583  | 653  |
| Céréales (ha)                        | 326  | 355  | 430  |
| dont blé tendre (ha)                 | 167  | 210  | 222  |
| dont maïs-grain et maïs-semence (ha) | 33   | s    | s    |
| Tournesol (ha)                       | 44   | s    | s    |
| Colza et navette (ha)                | 32   | 88   | 118  |
| Élevage                              |      |      |      |
| Cheptel (UGBTA)                      | 156  | 297  | 207  |

#### Extraction de pétrole
L'entreprise Bridge énergies, fondée en 2006 pour l'exploitation et l'exploration des hydrocarbures dans le Bassin parisien, est titulaire d'une concession d'exploitation du gisement de Nonville courant jusqu'en 2034 et exploite déjà trois puits, ouverts entre 2012 et 2014. Nonville est sa seule concession, où un seul des trois forages produit encore du pétrole, pour l'équivalent de 75 barils par jour. En janvier 2024, elle obtient de l'État l'autorisation d'ouvrir deux autres puits, d'une profondeur de 1 510 m, à l'issue d'une enquête publique. Mais en avril 2024, la régie Eau de Paris, chargée de la production et de la distribution de l'eau potable dans la capitale, saisit en référé le tribunal administratif de Melun pour faire suspendre l'arrêté préfectoral du 30 janvier autorisant l'ouverture des travaux. Selon elle, ces forages menacent deux de ses captages qui alimentent en eau potable 180 000 Parisiens et Seine-et-Marnais, en plus du Lunain qui passe à proximité.

## Culture locale et patrimoine

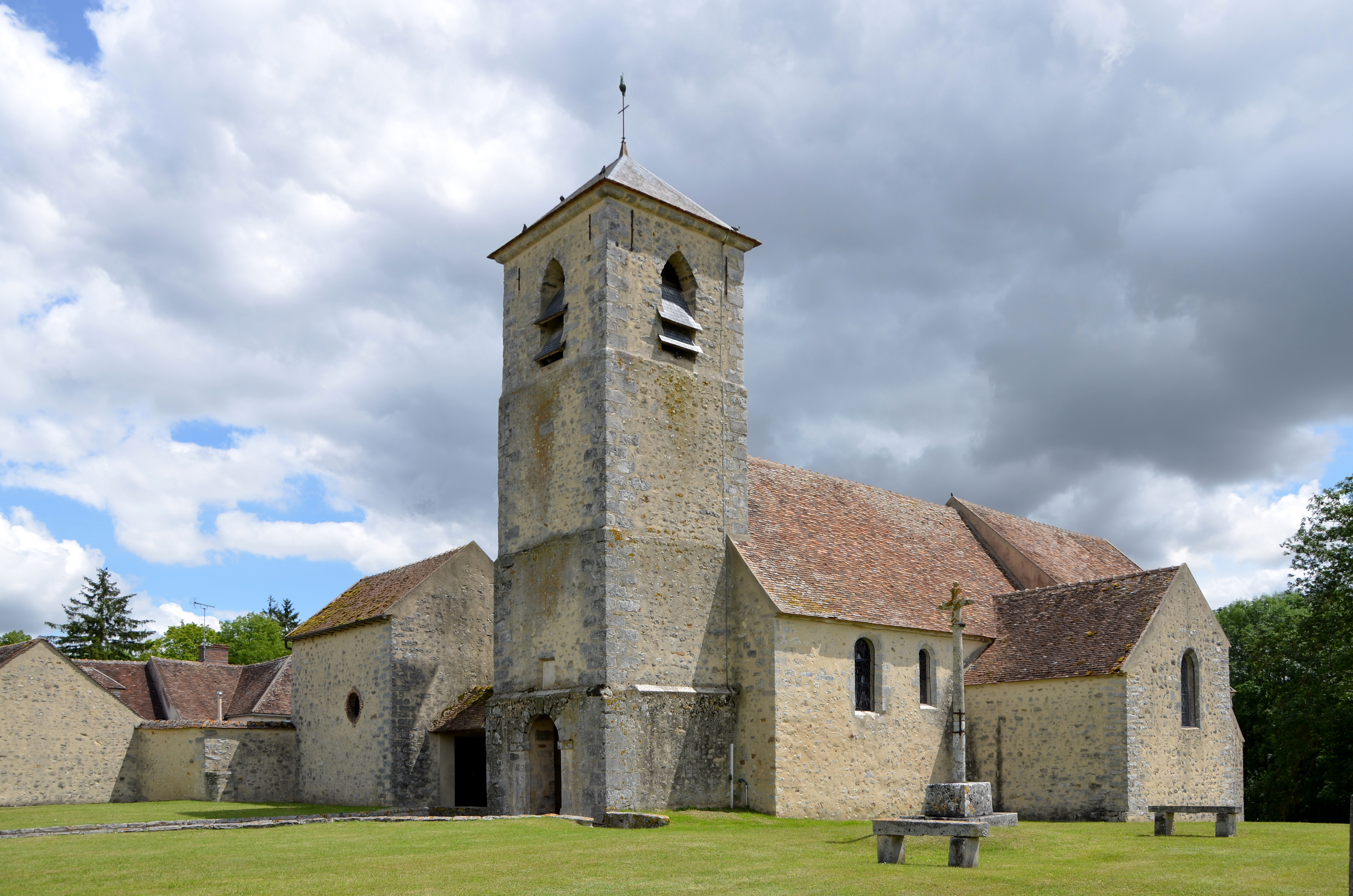
Église Saint-Michel de Nonville.

### Lieux et monuments
- La Roche aux Cailles et la Pierre Levée de Moquebaril : deux menhirs.
- L'église Saint-Michel, XIIe siècle-XVIIe siècle. La voûte de la nef est en berceau et remonte au XIIe siècle. Le clocher carré à quatre pans est refait au XVIIe siècle, vers 1670. Saint Michel, chef de la milice céleste, est une dédicace très rare dans la région. Le retable Saint-Loup est du XVIIIe siècle, XIXe siècle. Saint Loup était réputé guérir les fièvres des enfants et protéger du loup.
- Le château de Nonville, XVIIIe siècle.
- La vallée du Lunain

### Personnalités liées à la commune
- William Davisson (1593-1669) : médecin, botaniste et chimiste d'origine écossaise, seigneur de Nonville et propriétaire du château.
- André Terrasse (1926-2006) : pianiste, soliste et interprète français inhumé dans le cimetière de Nonville.